# Осада Каркасона (725)
Осада Каркасона — военные действия, проводившиеся в 725 году армией Омейядского халифата во время завоевания Септимании. В результате осады Каркасон был захвачен и присоединён к арабским владениям на Пиренейском полуострове.
В августе 721 года вали Ифрикии Мухаммад ибн Язид аль-Курайши назначил новым вали Аль-Андалуса Анбасу ибн Сухайма аль-Калби. Тот сменил Абд ар-Рахмана аль-Гафики, успешно ведшего военные действия против герцога Аквитании Эда Великого и его союзников вестготов. Анбаса ибн Сухайм аль-Калби продолжил политику своего предшественника по окончательному завоеванию Септимании, последней независимой от власти мавров части Вестготского королевства. К началу его правления единственными крупными септиманскими городами, оказывавшими сопротивление маврам, были Каркасон и Ним. Три года подряд вали Аль-Андалуса посылал войска во главе со своими военачальниками для захвата Каркасона. Однако те не преуспели, так как арабские воины больше заботились о захвате ценностей и насилии над местными жителями, чем о завоевании хорошо укреплённого города. В конце-концов в 725 году Анбаса ибн Сухайм аль-Калби сам возглавил войско. Выступив из Нарбона, он осадил Каркасон и уже вскоре вынудил его защитников сдаться. Оставив в городе арабский гарнизон, вали выступил в поход на Ним, который также подвергся осаде. Тот тоже должен был капитулировать перед войском мавров. Затем войском Анбасы был захвачен и Отён.